# Pachinko
Pour les articles homonymes, voir Pachinko (homonymie) et Pachinko (série télévisée).

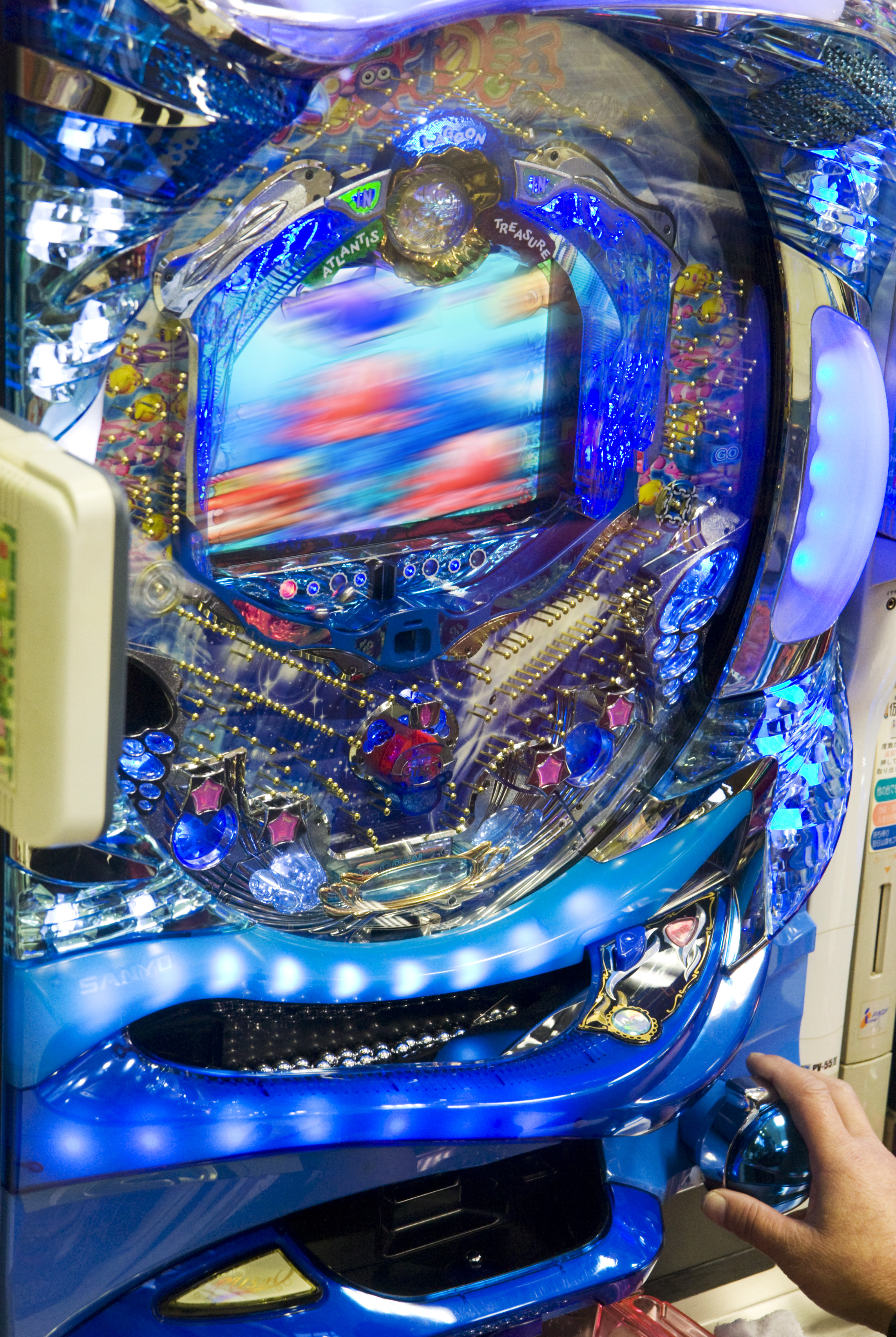
Un pachinko moderne.

Le pachinko (パチンコ) est un appareil pouvant être décrit comme un croisement entre un flipper et une machine à sous. Très populaire, plus de cinq millions de machines sont dénombrées au Japon. En français et en anglais, le terme fait aussi référence à l'établissement où ces machines sont installées.
Les établissements sont régis par la Loi sur les commerces affectants les mœurs publics (en), au même titre que les bars à hotesses et doivent obtenir une licence spécifique.

## Histoire
Sa version originelle aurait été importée de Chicago, alors capitale de l'industrie du flipper, par un détaillant d'Osaka à la fin de l'ère Taishō et progressivement modifiée. La firme américaine Osaka Trading Company a importé différent modèles de billards bagatelles qui prenaient le nom de « Corinthian Games »  en 1920, depuis Chicago. Il sera nommé plus tard, « Korinto Gemu », destiné à l'origine aux enfants, qui y jouaient dans des espaces de jeux en plein-air (roten) du quartier de jeux d'Osaka Sennichimae (千日前),. Le succès aidant, des salles de pachinko sont ouvertes dans tout le Japon, souvent à côté d’un petit nombre de machines à sous. Pour certains, les machines auraient été placées dans des boutiques de confiserie pour les enfants. On doit le surnom pachi-pachi qu'on lui a attribué au bruit que la machine faisait lorsque les billes heurtaient les picots. Un nouveau modèle voit le jour en 1926, il sera nommé  le gachinko.  Un peu plus tard, pachi-pachi et gachinko sont fusionnés et donneront le pachinko, qui est un mot d'origine onomatopéique.
D'après certains, le pachinko aurait des origines européennes. Le pachinko ressemblerait aux machines européennes des années 1900-1910. La machine viendrait des cascades, des tivolis ou de la spirale à billes crée par la firme française Bussoz en 1907.
Dans l'immédiat après Seconde Guerre Mondiale, de nombreux Coréens au Japon ouvrent des salles de pachinko, une situation qui s'accentue dans les années 1950 à la suite de l'intensification des discriminations auxquelles ils font face. En 2014, environ 80% des pachinko étaient tenues par des Coréens. Le livre Pachinko de Min Jin Lee et la série qui en est tirée abordent ces sujets en détail.
Le pachinko a connu un boom lors de la bulle financière des années 1980. Nakajima Kenkichi, le patron de la société Heiwa Corporation (en), gestionnaire de 30 % des salles de pachinko du pays, est désigné « Homme le plus riche du pays » en 1989 par le magazine Nikkei Venture et 11e fortune mondiale par le magazine Fortune en 1991.
Le pachinko reste encore populaire malgré la récession qui a eu lieu au Japon à la fin des années 1990. Les opérateurs recensaient 30 millions d'amateurs au début des années 1990. Ils ne seraient plus que 9,4 millions de joueurs, souvent âgés, dont plusieurs centaines de milliers seraient considérés comme dépendants.
Le pays comptait environ 12 000 salles de pachinko en 2013, 10 200 salles en 2017. Le chiffre d’affaires du pachinko s'élevait à 24 504 milliards de yens en 2014, 23 000 milliards de yens, soit 174 milliards d'euros en 2015. Le chiffre d’affaires du pachinko est énorme puisqu'il se situe au troisième rang de l'économie des loisirs japonais[Quand ?] derrière les restaurants et le tourisme. Il est cependant en diminution depuis 2005 (pic historique).

## Règles du jeu

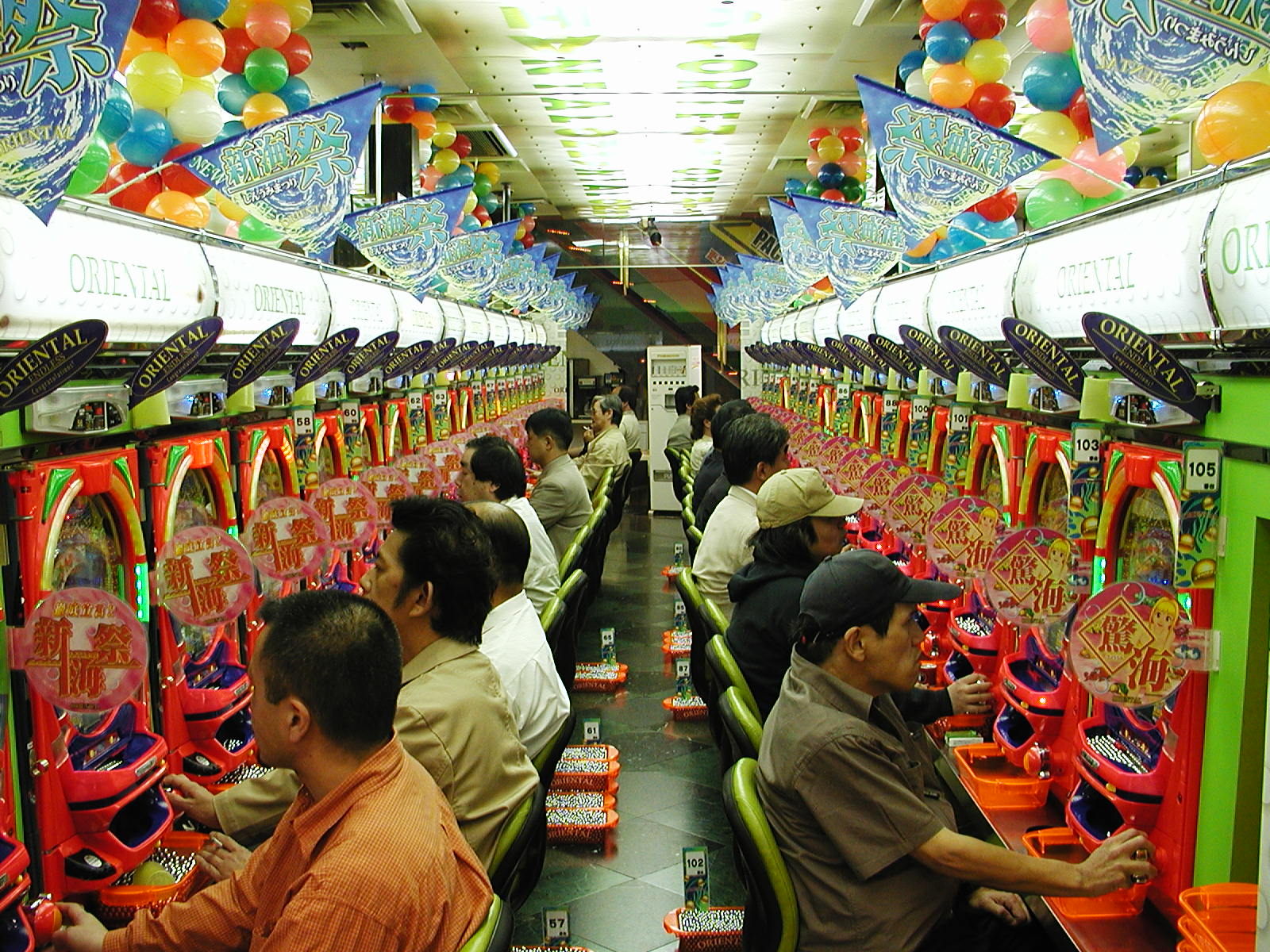
Joueurs de pachinko.

Les joueurs achètent un grand nombre de petites billes en métal qu’ils insèrent dans la machine une fois assis devant. Le seul contrôle qu'a le joueur est la vitesse à laquelle les billes sortent. Les billes métalliques tombent alors sur une surface de jeu verticale plantée de nombreux clous, parfois sans les toucher, mais occasionnellement elles tombent dans certains trous et la machine déclenche un genre de machine à sous possédant trois roues. Si trois symboles identiques sont obtenus sur la machine à sous, la machine délivre un grand nombre de billes, que le joueur pourra utiliser pour continuer à jouer ou tout simplement aller au comptoir des prix où il pourra choisir des cadeaux ou des colifichets.
Les jeux d'argent sont prohibés par la loi japonaise, en effet, l’article 23 du code pénal japonais écrit en 1907 se veut interdire tous les jeux d'argent hormis certaines loteries et paris sportifs. Les Japonais qui enfreignent la loi encourraient une amende d'un montant de 500 000 ¥ (soit environ 4 000 €), ils risquent aussi une peine de trois ans de prison pour les joueurs inculpés à plusieurs reprises pour jeux d'argent. Seulement, les joueurs de pachinko contournent la loi afin d'éviter le plus possible de l'enfreindre. C'est pour cela que les pachinkos ne distribuent, en effet, que des billes.
Les billes ne peuvent être échangées en monnaie selon la loi japonaise, mais les joueurs peuvent demander à les échanger au comptoir contre des cadeaux spéciaux (le plus souvent des plaques en métal, des ours en peluche, des cigarettes ou même des pierres à briquet). Ils pourront ensuite échanger ces cadeaux contre du liquide dans des stands à proximité du salon de pachinko, appartenant à une autre société (un moyen de contourner la loi)[réf. nécessaire].
Les billes peuvent être échangées contre des objets en tout genre, mais ce sont les plaques métalliques qui peuvent rapporter le plus. La loi japonaise n'interdit pas l'échange de ces cadeaux contre de l'argent. Les boutiques spécialisées permettent aux joueurs de remporter de l'argent sans enfreindre la loi. Les boutiques récupèrent donc les cadeaux contre de l'argent qui revient aux joueurs. Ces boutiques spécialisées sont distinctes des salles de jeux, c'est pourquoi ces échanges n’enfreignent aucunement la loi.
À l'origine, ces stands d'échange de prix étaient détenus par des yakuzas. Mais l'action de la police depuis les années 1960 a permis de débarrasser ce marché des yakuzas dans la majeure partie du Japon, à l'exception notable de Tokyo et de la région de Hokuriku. Dans les préfectures de Hyōgo et d'Osaka, ce sont même des policiers à la retraite qui gèrent ce marché.
Paradoxalement, malgré la prohibition des jeux de hasard au Japon, ce marché représentait plus de l'équivalent de 162 milliards d'euros en 1994. L'État japonais, qui ne profite guère de ce marché, propose l'instauration de cartes prépayées afin de limiter les échanges d'argent en liquide. Ce système permettrait au gouvernement japonais d'avoir la retranscription de bon nombre d'informations, telles que les noms des joueurs, des parties, les exploitants ainsi que le fisc que représente chaque machine. En 2015, ce marché représentait plus de 23 000 milliards de yens, soit environ 174 milliards d'euros. Cependant, ces dernières années[Quand ?], le Japon connaît un recul des jeux d'argent. Pour cause, l'abaissement de la population japonaise et une nouvelle génération peu intéressée par ces loisirs. En 1990, on comptait plus de 30 millions de joueurs, ces dernières années[Quand ?], ils ne sont plus que 9,4 millions à s'adonner a ce divertissement.
Certains Japonais souhaiteraient une totale légalisation du pachinko sur un principe de paiements directs, ce principe limitera toute tentative de fraude et les réduira par conséquent. Le jeu est victime de pratique frauduleuse et entraîne par ailleurs l'ouverture de boutiques d'échange qui restent peu contrôlées par le gouvernement. En décembre 2016, le Parlement japonais a voté la légalisation des casinos au Japon.

## Distributeurs automatiques d'argent
En mars 2019, le gouvernement japonais a annoncé que les distributeurs automatiques d'argent, qui sont présents dans 10 % des établissements de pachinko, seront dorénavant interdits afin de lutter contre l'addiction aux jeux d'argent.